# Titanio magnificalis
Titanio magnificalis là một loài bướm đêm trong họ Crambidae.